# Acanthosaura nataliae
Acanthosaura nataliae là một loài thằn lằn trong họ Agamidae. Loài này được Orlov, Truong & Sang mô tả khoa học đầu tiên năm 2006.